# Pół żartem, pół serio

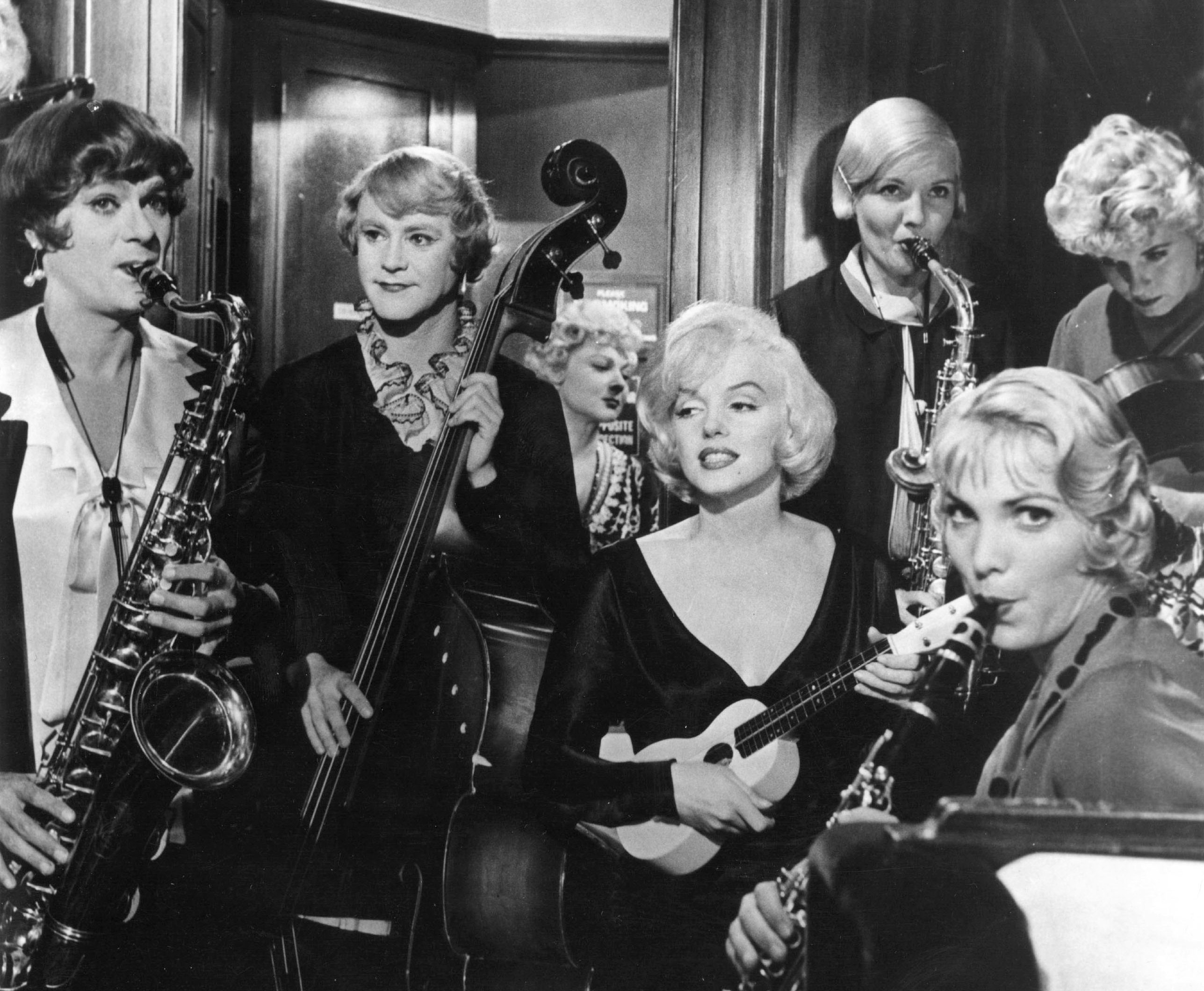
Scena z filmu

Pół żartem, pół serio (ang. Some Like It Hot) – amerykański film komediowy z 1959 w reżyserii i według scenariusza Billy’ego Wildera na podstawie scenariusza Roberta Thoerena i Michaela Logana do filmu Fanfare d’amour (1935), którego jest  remakiem.
W 1989 roku film został jednym z pierwszych 25 filmów wprowadzonych do Narodowego Rejestru Filmowego Stanów Zjednoczonych jako „znaczących kulturowo, historycznie bądź estetycznie”.

## Obsada
- Marilyn Monroe jako Sugar „Sugar Kane” Kowalczyk
- Tony Curtis jako Joe / Josephine / Shell Oil Junior
- Jack Lemmon jako Jerry / Daphne
- George Raft jako „Spats” Columbo
- Joe E. Brown jako Osgood Fielding III
- Joan Shawlee jako Słodka Sue
- Nehemiah Persoff jako „Mały Bonaparte”
- Beverly Wills jako Dolores
- Mike Mazurki jako poplecznik Spatsa

## Opis fabuły
W 1929 w Stanach Zjednoczonych panuje prohibicja, lecz mimo to istnieją nieoficjalnie lokale oferujące alkohol. W jednym z nich, ukrytym w zakładzie pogrzebowym w Chicago, pracują muzycy: Joe – saksofonista i Jerry – basista. W wyniku akcji policji obaj tracą pracę na dzień przed wypłatą. Z powodu braku środków do życia przyjmują pierwszą ofertę pracy. Przy odbiorze auta z warsztatu są przypadkowymi świadkami mafijnych porachunków (jedna grupa gangsterów rozstrzeliwuje drugą). Sądząc, że gangsterzy będą przeszukiwać wszystkie męskie zespoły muzyczne, przyjmują pracę w żeńskiej orkiestrze i w stosownych, kobiecych przebraniach jadą na Florydę jako Josephine (Joe) i Daphne (Jerry). Podczas podróży z orkiestrą Jerry zaprzyjaźnia się z piosenkarką polskiego pochodzenia Sugar Kane Kowalczyk, a Joe dowiedziawszy się, że Sugar poszukuje na męża milionera, po przybyciu na Florydę przebiera się za jednego z nich korzystając z ubrań skradzionych kierownikowi orkiestry, Beinstockowi. Jerry w swym przebraniu przyciąga uwagę Fieldinga III, której jednak nie odwzajemnia, a Joe przebrany za milionera podrywa Sugar na plaży, zapraszając ją następnie na statek Fieldinga. Fielding oświadcza się Daphne. Do hotelu Plaza przyjeżdża również mafia, z którą muzycy mają porachunki. Wśród gangsterów dochodzi do strzelaniny, w której giną bandyci ścigający Joego i Jerry’ego.

## Nagrody
- 1960: Film Złoty Glob – najlepsza komedia
- 1960: Billy Wilder Złoty Glob – najlepszy komedia lub musical
- 1960: Marilyn Monroe Złoty Glob – najlepsza aktorka w komedii lub musicalu
- 1960: Jack Lemmon Złoty Glob – najlepszy aktor w komedii lub musicalu
- 1960: Jack Lemmon BAFTA – najlepszy aktor